# Čížkov, Pelhřimov
Čížkov là một làng thuộc huyện Pelhřimov, vùng Vysočina, Cộng hòa Séc.